# 南無阿部陀仏
南無阿部陀仏（なむあべだぶつ）は、日本の4人組ロックバンドである。
かつてはBa阿部がいたが2024年3月に脱退。その後2025年1月にBa工藤音輝が加入して現在に至る。
2022年9月にEMI Recordsからメジャーデビューを果たしたが2024年3月にメジャーを辞め、自主で活動している。

## 概要
2017年に高校の同級生4人で結成した「東京練馬発のアロハ系ロック・バンド」。
2021年時点でTikTok内での総再生数が1000万回を超えており、高校時代にYouTubeに投稿した「若者よ、耳を貸せ」のミュージックビデオは2023年時点で160万回を突破している。
2021年には、『スッキリ』（日本テレビ系列）に生出演し、「若者よ、耳を貸せ」を生パフォーマンスを披露し大きな話題となった。
2022年2月9日に、配信限定シングル『宝道〜たからのみち〜』でEMI Recordsからメジャーデビューした。
2023年には、テレビ朝日系オシドラサタデー『帰ってきたぞよ!コタローは1人暮らし』の主題歌で、関ジャニ∞の楽曲「未完成」の作詞を阿部、作曲をバンドで担当し、バンド初の他アーティストへの楽曲提供を行った。

### 結成の経緯
2017年、4人とも高校1年生の時に、まえすとアントニー大輝、そーやと阿部がそれぞれ同じクラスであり、まえすは元々高校でバンドをやるつもりで入学初日に大輝と仲良くなり、大輝に「一緒にバンドやろうよ!!」と話しかけ、そーやは「可愛いと思っていた女の子がいたから」、阿部は「僕は部活体験の時に先輩の演奏をみて、かっこいいなと思ったから」という動機からそれぞれ軽音楽部に入部した。
まえすが男4人でバンドをやりたいと考えており、そーやは元々別のバンドに入ろうとしてたが、まえす達のバンドに変更した。当時バンドを組む人がいなかった阿部をそーやが勧誘し結成された。

### バンド名の由来
まえすが『北斗の拳』が好きであったため、結成当初は「アタタタホワッター」というバンド名で活動していたが、部活の顧問に「流石にそれはあかんな」と言われ、新しいバンド名を部活で発表しなければならない状況になった。
その時、まえすが阿部の見た目を見て「こいつ、大仏っぽいな」と思い、大仏から「南無阿弥陀仏」を連想し、「阿部」と「南無阿弥陀仏」をもじった「南無阿部陀仏」というバンド名を発表の前日に思いつき、メンバーも全員それに賛成し、現在のバンド名となった。
2024年3月17日のライブをもって阿部が脱退したことで、一度バンド名を「ナムアベ」に改名したが、5月22日に改名を撤回した。

## メンバー
前田　錬
ボーカルを担当。
影響を受けたアーティストは甲本ヒロト（ザ・クロマニヨンズ）。
音楽のルーツは尾崎豊や玉置浩二（安全地帯）。
佐々木颯也
ギターを担当。
影響を受けたアーティストはMrs. GREEN APPLEやMr.ふぉるて。
音楽のルーツはFUNKY MONKEY BΛBY'SやGReeeeN。
工藤　音輝
ベースを担当。
アントニー大輝
ドラムスを担当。
影響を受けたアーティストはTomoya（ONE OK ROCK）。
音楽のルーツはボブ・マーリーや湘南乃風。

### 旧メンバー
阿部
在籍時はバンドのリーダーだった。ベースを担当。
影響を受けたアーティストはハマ・オカモト（OKAMOTO'S）や須藤俊（ハルカミライ）。
音楽のルーツは電波少女やFUNKY MONKEY BΛBY'SやGReeeeN。
関ジャニ∞の楽曲「未完成」では作詞を「阿部清流」名義で担当している。
2024年3月17日をもって脱退した。

## 年譜

### 2017年
- 4人が通っていた高校の軽音楽部で結成[2]。

### 2019年
- インディーズ活動支援アプリ『Eggs』にて、「若者よ、耳を貸せ」がデイリー&ウィークリー再生回数で1位を獲得[1]。

- インディーズアーティスト専門webメディア『speranza!』にて、全3回にわたるロングインタビューが掲載される[13][14][15]。

### 2020年
- 1月1日、1st EP『若者よ、耳を貸せ』をリリース[16][17]。
- 11月1日より、4か月連続で作品をリリース[18][19]。

### 2021年
- 6月16日、『スッキリ』（日本テレビ系列）に生出演し、「若者よ、耳を貸せ」を披露し、テレビ初出演を果たした[20]。
- 8月9日より、配信限定シングルを4週連続リリース[21][22][23][24]。

### 2022年
- 11月16日、配信限定シングル『(かわいいかわいい)君の顔』が配信リリースされ、ジャケット写真とMVにはモデルの山之内すずが起用された[25]。

### 2023年
- 5月10日、バンド初の楽曲提供となる、関ジャニ∞の楽曲「未完成」が発売[6][7][8]。

### 2024年
- 3月17日、同日のライブをもって阿部が脱退[11]。

### 2025年
- 3月15日、1st mini album『Can't be clever』をリリース。
- 4月15日、1stミニアルバムリリース全国ツアー『千里の道も一歩から』を開催。

## ディスコグラフィ

### シングル
| ＃                      | 発売日         | タイトル                                           | 初収録アルバム | 備考                                             |
| インディーズ            | インディーズ   | インディーズ                                       | インディーズ   | インディーズ                                     |
| ----------------------- | -------------- | -------------------------------------------------- | -------------- | ------------------------------------------------ |
| －                      | 2020年2月5日   | 君へのラブソング (松野恭平 from DogP-remix-)       | 未収録         |                                                  |
| －                      | 2020年3月24日  | 若者よ耳を貸せ (Studio Live 2019 -Limited Edition) | 未収録         |                                                  |
| 1                       | 2021年1月1日   | 卒業の日                                           | 未収録         |                                                  |
| 2                       | 2021年2月1日   | 5時のチャイム                                      | 未収録         |                                                  |
| 3                       | 2021年8月9日   | 自由の支配者                                       | 未収録         | 4週連続リリース第1弾。                           |
| 4                       | 2021年8月16日  | 負けるな                                           | 未収録         | 4週連続リリース第2弾。                           |
| 5                       | 2021年8月23日  | 星の鍵                                             | 未収録         | 4週連続リリース第3弾。                           |
| 6                       | 2021年8月30日  | 想いを乗せて                                       | 未収録         | 4週連続リリース第4弾。                           |
| メジャー（EMI Records） |                |                                                    |                |                                                  |
| 1                       | 2022年2月9日   | 宝道〜たからのみち〜                               | 未収録         | メジャーデビューシングル。                       |
| 2                       | 2022年6月8日   | ハジケパワフル                                     | 未収録         |                                                  |
| 3                       | 2022年11月16日 | (かわいいかわいい)君の顔                           | 未収録         | ジャケット写真とMVにはモデルの山之内すずを起用。 |
| 4                       | 2023年4月26日  | 愛爆発                                             | 未収録         |                                                  |

### アルバム

#### EP
| ＃           | 発売日        | タイトル           | 収録曲 | 備考         |
| インディーズ | インディーズ  | インディーズ       | インディーズ | インディーズ |
| ------------ | ------------- | ------------------ | --- | ------------ |
| 1            | 2020年1月1日  | 若者よ耳を貸せ     | 1. 若者よ耳を貸せ 2. 青春 3. ソレイユ 4. 君へのラブソング 5. ミサンガ                                                                           |              |
| 2            | 2020年11月1日 | 僕らは愛を知らない | 1. 愛を知らない僕らへ 2. 人々 3. ONE LIFE 4. Precious 5. 信じた足跡                                                                             |              |
| 3            | 2020年12月1日 | 俺達永遠           | 1. アドベンチャークルージングパーティー 2. 愛別離苦 3. 光が見えるその先へ 4. 烏兎怱怱 5. ロマンチックな恋がしてぇ 6. さよならだけが人生だ[序章] |              |
| 4            | 2024年7月6日  | 怒力               | 1. 怒力 2. 孤高の勇者 3. マリアージュ 4. 生まれたからには生きてやる！                                                                           |              |
|              | 2025年3月15日 | CAN'T BE CLEVER    | 1. 生命が生き急いでる 2. スターフューチャー 3. ノスタルジャック 4. Under Class 5. ペナルティ                                                    |              |

### 楽曲提供
| 曲名   | アーティスト | 担当                           | 収録作品 | 備考 |
| ------ | ------------ | ------------------------------ | -------- | ---- |
| 未完成 | 関ジャニ∞    | 作詞：阿部、作曲：南無阿部陀仏 | 未完成   |      |